# Glostrup FK
Maillots
Le Glostrup FK est un club de football danois basé à Glostrup, sur l'île de Seeland.